# Мицитра
Мицитра је грчка традиционална врста сира у различитим облицима. Припрема се од овчијег или козјег млека, сурутке са додатком млека.

## Опис
Оригинална мицитра је слатка и потиче са Крита где је, према предању, први пут припремљена од Минотауровог млека, али постоје и друге сорте чији је укус сличан манурију, обично сланог. Обично, да би се згуснула, смеша се ставља у специјалну тканину. Дакле, обично главе мицитре имају апиоидни облик (облик крушке). Његова два главна облика су зелени (меки) и тврди. Његове варијације постоје широм Грчке (нпр. киномицитра на Криту и анари на Кипру).
За припрему мицитре у неким деловима Грчке, уместо сурутке, користи се сок од лимуна.
Тврда варијанта је обично веома слана, утрља се посебним справама и посипа се на тестенину, салате, поврће на жару и друга јела. Има посебно јак мирис.

## Припрема
Једна од верзија рецепта за прављење мицитре је следећа: Узима се три килограма свежег млека, ставља се да проври, чим проври и набубри, прелије се 1 1⁄4 чаше винског сирћета, измеша се и остави око пет минута. Затим се сипа у тулпан (врсту крпе), завеже се са четири стране и оцеди. Када се стврдне, извади се из тулпана и истрља се крупном сољу.
Ипак, најпознатија верзија је коришћење сурутке која остаје од оцеђивања током припреме других сирева.